# Az egyetlen (film, 2001)
Az egyetlen (eredeti cím: The One) 2001-ben bemutatott amerikai sci-fi–akciófilm Jet Li és Jason Statham főszereplésével. Rendezője James Wong, forgatókönyvírója Wong és Glen Morgan. A történet a multiverzumok koncepciójával foglalkozik, főszereplője pedig egy volt ügynök, aki alternatív világokban élő változataira vadászik, hogy elvehesse az erejüket.
A film az Amerikai Egyesült Államokban 2001. november 2-án került mozikba, Magyarországon 2002. január 31-én mutatták be.

## Cselekmény
Gabriel Yulaw (Jet Li) egy mindenre elszánt bűnöző, aki párhuzamos világokban utazgat és mindegyikben megöli saját hasonmását, ezzel megszerezve annak életerejét. Úgy véli, ha minden univerzumban sikerül megszabadulnia hasonmásától, istenné válik. Emberfeletti képességeivel 123 univerzumban sikerrel is jár, a 124-ben azonban méltó ellenfelére talál Gabe Law rendőrben (Jet Li), aki nem hagyja magát.
A forgatás során Jet Li különféle harcstílusokat alkalmazott, hogy az egyes hasonmások könnyen felismerhetőek legyenek. Yulaw a hszing ji csüan (Xing Yi Quan) technikát alkalmazza, mely agresszív, nagy erejű, lineáris ütésekre alapoz, míg Gabe Law pakua csang (Bagua Quan) stílusban verekszik, ami finom, körkörös mozdulatokból áll. A két stílus a két harcos életfilozófiáját is közvetíti: Yulaw gyors győzelmet akar, nem érdekli, kit üt meg és milyen erősen, Law azonban az élet körkörös forgásában hisz, tökéletes harmóniában van önmagával.

## Szereplők
| Szereplő                                              | Színész               | Magyar hang            |
| ----------------------------------------------------- | --------------------- | ---------------------- |
| Gabriel Yulaw / Gabe Law rendőrtiszt / törvénytelenek | Jet Li                | Kálloy Molnár Péter    |
| Evan Funsch ügynök                                    | Jason Statham         | Epres Attila           |
| Harry Rodecker ügynök / Benzinkútkezelő               | Delroy Lindo          | Gáti Oszkár            |
| T.K. Law / Massie Walsh                               | Carla Gugino          | Horváth Lili           |
| Bobby Aldrich rendőrtiszt / "A" világ 1. számú rabja  | James Morrison        | Haás Vander Péter      |
| Yates rendőrtiszt                                     | Dylan Bruno           | Sinkovits-Vitay András |
| D'Antoni rendőrtiszt                                  | Richard Steinmetz     | Hajdu Steve            |
| MVA felügyelő                                         | Steve Rankin          | Imre István            |
| Siegel őrmester                                       | Dean Norris           | Faragó András          |
| Besson nővér                                          | Harriet Sansom Harris | Takács Andrea          |
| Börtönigazgató                                        | Tucker Smallwood      | Kardos Gábor           |
| Woo                                                   | Archie Kao            | Seder Gábor            |
| Cesar                                                 | Mark Borchardt        |                        |
| Rendőr (stáblistán nem szerepel)                      | Doug Savant           |                        |

## Kritikai fogadtatás
A filmet a kritikusok az egyik legrosszabb Li-alkotásnak ítélték, kritizálva a Mátrix-ból költcsönvett speciális effekteket, az értelmetlennek minősített cselekményt, a lapos dialógusokat, a Hegylakó-ból már jól ismert „csak egy maradhat”-ideológiát, és úgy vélték, még Li harcművészeti tudása sem menti meg az egyébiránt értelmetlen filmet. Akadt azonban olyan kritikus is, akinek tetszett a nem mindennapi látványvilág.